# Qian Hong
Qian Hong (钱红S, Qián HóngP; 30 gennaio 1971) è un'ex nuotatrice cinese.
Ha vinto due medaglie olimpiche nel nuoto. In particolare ha conquistato la medaglia d'oro alle Olimpiadi di Barcellona 1992 nella gara di 100 metri farfalla femminile e precedentemente la medaglia di bronzo alle Olimpiadi di Seul 1988, anche in quest'occasione nei 100 metri farfalla femminile.
Ha vinto inoltre la medaglia d'oro nei 100 metri farfalla ai campionati mondiali di nuoto 1991, due medaglie d'oro ai giochi PanPacifici (1987 e 1989) ed una medaglia d'argento alle Universiadi 1991, sempre nei 100 metri farfalla,